# Gottlieb Aenetius

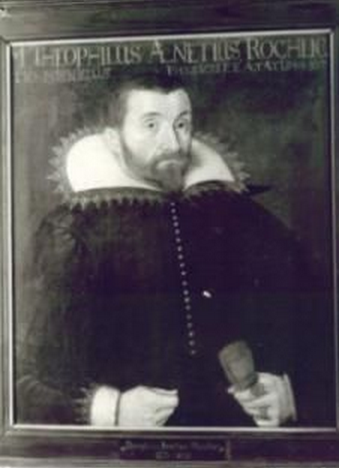
Gottlieb Aenetius

Gottlieb Aenetius eigentlich: Theophilus Ænetius auch: Löblich (* 20. April 1574 in Könidsfeld; † 15. September 1631 in Jena) war ein deutscher Physiker.

## Leben
Aenetius war ein Sohn des damaligen Königsfelder Pfarrers Jacob Aenetius (1531–1579) und dessen aus Rochlitz stammenden Frau Anna Margaretha (geborene Burs). Er hatte 11 Geschwister, von denen einige schon im Kindesalter verstarben. Nach dem Tod seines Vaters zog seine Mutter wieder nach Rochlitz, wo er an der dortigen Schule seine Bildungsgrundlagen legte. Anfang Juni 1589 setzte er seine Ausbildung am Gymnasium in Halle (Saale) fort, welches unter der Leitung des Rektors Christoph Caesar stand. 1591 begann er bei seinem Verwandten Michael Burs in Wien eine Ausbildung zum Kaufmann. Nach drei Jahren entschloss er sich 1594 die Universität Leipzig zu beziehen, um ein Studium der philosophischen und theologischen Wissenschaften zu absolvieren.
In Leipzig erwarb er am 28. Juni 1596 das Bakkalaurat und am 26. Januar 1598 den akademischen Grad eines Magisters der Philosophie. Nachdem er einige Zeit im Leipziger Schulwesen aktiv gewesen war,  erhielt er 1607 die Stelle eines Konrektors des Gymnasiums in Thorn. 1610 zog er wieder nach Lützen, wo er die Familie seiner ersten Frau unterstützte. Im Sommersemester 1615 wurde er Adjunkt der philosophischen Fakultät der Universität Jena und erhielt dort 1617 die Professur der Physik. Als Hochschullehrer der Salana beteiligte er sich auch an den organisatorischen Aufgaben der Hochschule. So war er einige Male Dekan der philosophischen Fakultät und im Sommersemester 1621 Rektor der Alma Mater.

## Familie
Aenetius war zwei Mal verheiratet.
Seine erste Ehe schloss er am 7. September 1602 in Lützen mit Justina Günther (* 1585 in Lützen; † 18. Oktober 1605), die Tochter des Stadtrichters in Lützen Michael Günther (* 4. Oktober 1546; † 15. März 1610) und dessen 1572 geheirateten Frau Prisca Steinbach, die Tochter des Bürgermeisters in Lützen Thomas Steinbach.
Seine zweite Ehe ging er am 25. Juni 1623 in Jena mit Maria Rinck (* um 1600 in Eisleben begr. 4. Januar 1648 in Jena) die Tochter des Ratsherrn in Eisleben Philipp Rinck, ein. Aus der Ehe stammen zwei Söhne und drei Töchter. Von den Kindern kennt man den Sohn Johannes Baptist Aenetius (1624–1625), sowie die Töchter Margarethe Aenetius († 1629), Maria Dorothea Aenetius und Justina Aenetius, welche in erster Ehe mit Valerian Theodor Clement verheiratet war und ihre zweite Ehe 1638 mit dem Jenaer Professor Gottfried Möbius einging. Seine Witwe verheiratete sich am 3. November 1634 in Jena mit Georg Pascasius (* 6. Oktober 1613 in Sangerhausen; † 18. Dezember 1667 in Jena).

## Werke (Auswahl)
- Disp. XXII in Aristotelem de moribus. Halle 1604.
- Kurtze und einfältige Vermahnung zur Demut. 1604.
- Phililogia seu brevis de amicitia dissertatio. Eisleben 1606 (digital.slub-dresden.de).
- Theses De SS. theologia et causis praecipuis, ad constitutionem illius concurrentibus de quibus. Thorn 1608.
- Thesés de attributis, in definitione dei assignatis, patri, filio, et spiritui sancto communibus. Thorn 1609.
- Theses de unica unici dei essentia, et tribus distinctis. Thorn 1609.
- Theses Des scriptura, unica, illustri et perspicua, at que in fallibili religionis Christianae norma. Thorn 1609.
- Oratio de S. Scripturae auctoritate et praecellentia. Thorn 1610.
- Theses IX. Disputationis, ex parte Physicae generali. De Infinito, Quas Infiniti Entis auspiciis. Jena 1619 (archive.thulb.uni-jena.de).
- Tetras conclusionum physicarum de primis elementorum qualitatibus. Jena 1620 (dilibri.de).
- Disputatio Physica De Mineralibus seu Corporibus Subterraneis. Jena 1620 (dilibri.de).
- Pentas Quaestionum Physicarum. Jena 1621 (archive.thulb.uni-jena.de).
- Problematum cosmologicorum decuria. Jena 1621 (dilibri.de).
- Quadriga quaestionum philosophicarum. Jena 1621 (dilibri.de).
- Quinque quaestione, thesibus expositae et propositae de anima rationali. Jena 1621 (dilibri.de).
- Theses de modo propagationis animae humanae, et exacta omnium animarum, quo ad essentialem perfectionem et qualitate, de quibus adminiculante animarum conditore. Jena 1621 (dilibri.de).
- Theses Psychologicæ … I. Num anima humana sit forma adsistens vel informans. II. Num formæ in homine sint plures. Jena 1622.
- Exetasis Physica De Metallis. Jena 1622 (gdz.sub.uni-goettingen.de).
- Theses physicæ de sensibus internis. Jena 1623.
- De meteoris in genere. 1628.
- Theses tertiae disputationis meteorologicae, de cometis. 1628.
- Theses octavae disputationis physicae, de causis per accidens. Jena 1631 (digital.slub-dresden.de).